# Vojtěch Hora
Vojtěch Hora (* 5. května 2004 České Budějovice) je český fotbalový útočník, hrající za FK Mladá Boleslav.

## Kariéra
V mládežnických kategorií hrál v Plané nad Lužnicí a nastupoval za FC Silon Táborsko. V roce 2023 podepsal profesionální smlouvu s prvoligovým klubem SK Dynamo České Budějovice. Následně byl během zimy 2024 poslán na hostování do druholigové Příbrami. V létě téhož roku zahájil přípravu opět s českobudějovickým Dynamem.
V únoru 2025 přestoupil do fotbalového klubu FK Mladá Boleslav.